# Rhynchina heinrichharreri
Rhynchina heinrichharreri là một loài bướm đêm trong họ Erebidae.